# Rzyczyna
Rzyczyna [pronunciación en polaco: /ʐɨˈt͡ʂɨna/] es un pueblo ubicado en el distrito administrativo de Gmina Kłoczew, dentro del condado de Ryki, Voivodato de Lublin, en el este de Polonia. Se encuentra a unos 14 kilómetros al noreste de Ryki y a 62 kilómetros al noroeste de la capital regional Lublin.